# Sondre Bjørshol
Sondre Bjørshol (Stavanger, 1994. április 30. –) norvég labdarúgó, a Viking hátvédje.

## Pályafutása
Bjørshol a norvégiai Stavanger városában született. Az ifjúsági pályafutását a Vidar akadémiájánál kezdte.
2013-ban mutatkozott be a Vidar felnőtt keretében. 2016-ban a másodosztályban szereplő Åsanéhez igazolt. 2018. augusztus 15-én szerződést kötött a szintén másodosztályú Viking együttesével. Először a 2018. szeptember 2-ai, Levanger ellen 3–0-ra megnyert mérkőzésen lépett pályára. A 2018-as szezonban feljutottak az első osztályba. Első góljait 2021. november 28-án, a Kristiansund ellen idegenben 3–2-es győzelemmel zárult találkozón szerezte meg.

## Statisztikák
2023. augusztus 6. szerint
| Klub     | Szezon   | Osztály     | Bajnokság | Bajnokság | Kupa  | Kupa | Nemzetközi | Nemzetközi | Összesen | Összesen |
| Klub     | Szezon   | Osztály     | Meccs     | Gól       | Meccs | Gól  | Meccs      | Gól        | Meccs    | Gól      |
| -------- | -------- | ----------- | --------- | --------- | ----- | ---- | ---------- | ---------- | -------- | -------- |
| Åsane    | 2016     | OBOS-ligaen | 7         | 0         | 0     | 0    | —          | —          | 7        | 0        |
| Åsane    | 2017     | OBOS-ligaen | 22        | 1         | 0     | 0    | —          | —          | 22       | 1        |
| Åsane    | 2018     | OBOS-ligaen | 19        | 0         | 1     | 0    | —          | —          | 20       | 0        |
| Åsane    | Összesen | Összesen    | 48        | 1         | 1     | 0    | 0          | 0          | 49       | 1        |
| Viking   | 2018     | OBOS-ligaen | 9         | 0         | 0     | 0    | —          | —          | 9        | 0        |
| Viking   | 2019     | Eliteserien | 22        | 0         | 6     | 0    | —          | —          | 28       | 0        |
| Viking   | 2020     | Eliteserien | 10        | 0         | —     | —    | 1          | 0          | 11       | 0        |
| Viking   | 2021     | Eliteserien | 13        | 2         | 2     | 0    | —          | —          | 15       | 2        |
| Viking   | 2022     | Eliteserien | 29        | 0         | 2     | 0    | 6          | 1          | 37       | 1        |
| Viking   | 2023     | Eliteserien | 13        | 4         | 1     | 2    | —          | —          | 14       | 6        |
| Viking   | Összesen | Összesen    | 96        | 6         | 11    | 2    | 7          | 1          | 114      | 9        |
| Összesen | Összesen | Összesen    | 144       | 7         | 12    | 2    | 7          | 1          | 163      | 10       |

## Sikerei, díjai
Viking
- OBOS-ligaen
  - Feljutó (1): 2018

- Norvég Kupa
  - Győztes (1): 2019